# Вера-Круш (Авейру)
Вера-Круш (порт. Vera Cruz) — район (фрегезия) в Португалии, входит в округ Авейру. Является составной частью муниципалитета Авейру. Находится в составе крупной городской агломерации Большое Авейру. По старому административному делению входил в провинцию Бейра-Литорал. Входит в экономико-статистический субрегион Байшу-Воуга, который входит в Центральный регион. Население составляет 8652 человека. Занимает площадь 38,80 км².